# Wąwóz Będkowicki

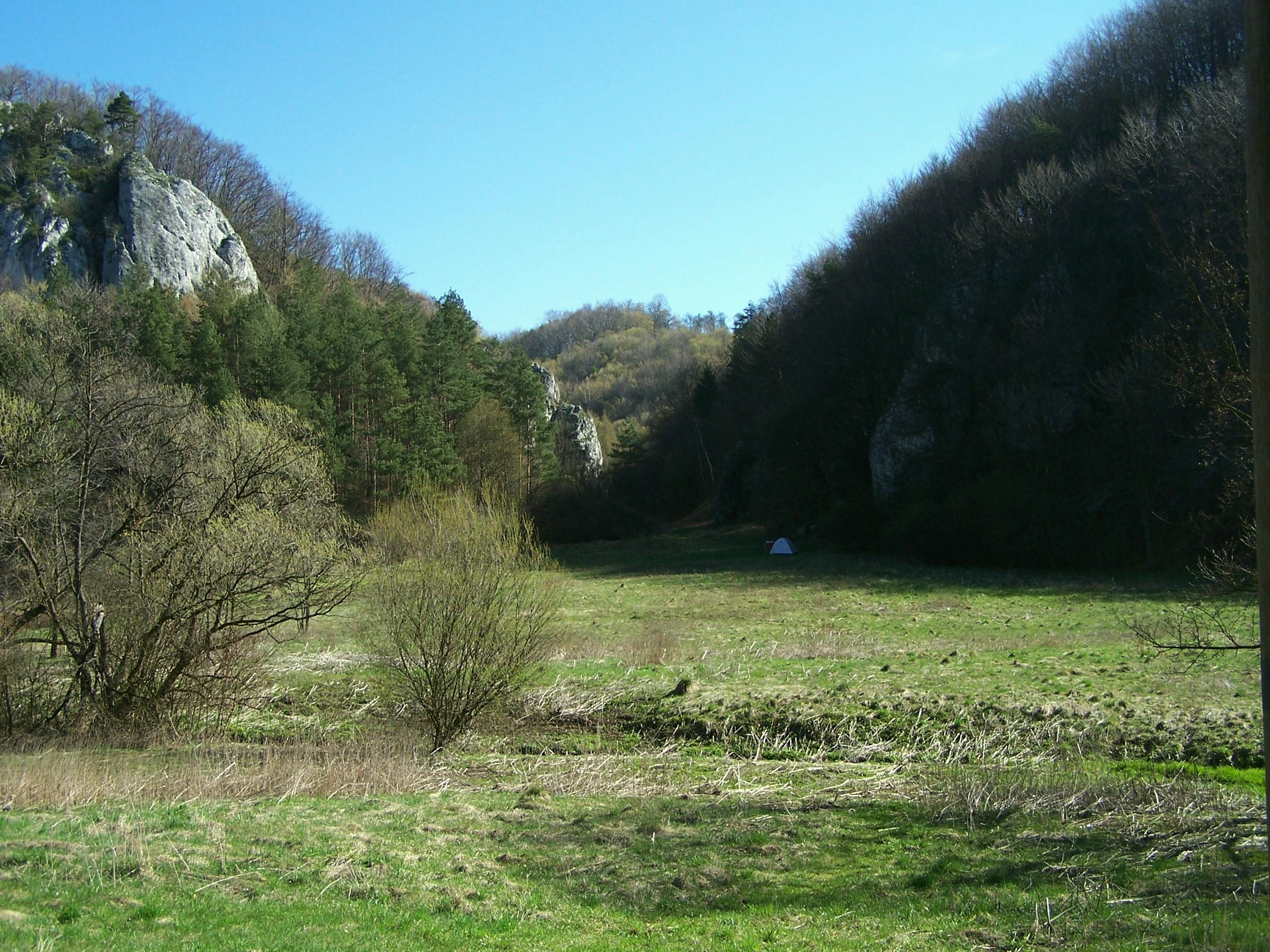
Wylot Wąwozu Będkowickiego

Wąwóz Będkowicki – wąwóz będący orograficznie lewym odgałęzieniem Doliny Będkowskiej na Wyżynie Olkuskiej. Znajduje się w granicach wsi Będkowice w województwie małopolskim, w powiecie krakowskim, w gminie Wielka Wieś. Wąwóz opada z wzniesienia Kopiec na zachodnim krańcu zabudowanego obszaru miejscowości Będkowice, początkowo w kierunku południowym, potem południowo-zachodnim i uchodzi do dolnej części Doliny Będkowskiej. W miejscu wylotu wąwozu na dnie Doliny Będkowskiej znajduje się duże, trawiaste rozszerzenie. Wąwóz Będkowicki ma 3 orograficznie lewe odgałęzienia, dwom z nich nadano nazwy Pasternik i Cupel.
Wąwóz Będkowicki jest głęboko wcięty w wapienne skały i ma strome, porośnięte lasem zbocza. Przez większą część roku jest suchy, woda spływa jego dnem tylko po większych opadach. Na obydwu zboczach wąwozu znajdują się liczne wapienne skały, niektórym z nich nadano nazwy własne. Wylot wąwozu do Doliny Będkowickiej zamyka tzw. Brama Będkowska – skały wznoszące się na obydwu zboczach wąwozu. Są to:
- Narożniak znajdujący się u lewych (orograficznie) podnóży zboczy Wąwozu Będkowickiego,
- Rotunda znajdująca się u prawych podnóży zboczy tego wąwozu, ale nieco cofnięta,
- Pytajnik wznoszący się wysoko na szczycie prawego zbocza[2]

Skały te są obiektem wspinaczki skalnej. Oprócz nich w zboczach wąwozu wznoszą się inne skały: Lisie Kamienie, Lisia Baszta, Sernik, Zjazdowa Turnia, Lisie Skały, Totem i inne, bezimienne.
W skałach Wąwozu Będkowickiego jest kilka jaskiń: Grota Będkowicka, Komin Będkowicki, Okap Będkowicki, Schronisko nad Bramą Będkowską, Schronisko w Bramie Będkowskiej, Tunel Będkowicki, Tunel nad Bramą Będkowską, Tunel za Iglicą w Wąwozie za Bramą Będkowską.

## Szlaki turystyki pieszej
Dolina Będkowska – Brama Będkowska – Wąwóz Będkowicki – Będkowice – Dolina Kobylańska – Kobylany.